# Heide Rosendahl
Heidemarie Rosendahl-Ecker, detta Heide (Hückeswagen, 14 febbraio 1947), è un'ex lunghista, multiplista e velocista tedesca.
È stata due volte campionessa olimpica ai Giochi di Monaco di Baviera 1972.

## Biografia
Figlia di Heinz Rosendahl, campione nazionale di lancio del disco nell'immediato dopoguerra, Heide Rosendahl si mise in luce a livello internazionale ai Campionati europei di atletica leggera del 1966 a Budapest, dove conquistò la medaglia d'argento nel pentathlon. Nel 1970, a Torino, stabilì il record mondiale del salto in lungo con la misura di 6,84 m. Ai campionati europei del 1971 vinse l'oro nel pentahlon e il bronzo nel lungo.
L'anno successivo, ai Giochi olimpici di Monaco di Baviera, dapprima conquistò la medaglia d'oro nel salto in lungo con 6,78 m, superando di un centimetro la bulgara Diana Yorgova. Nei giorni seguenti fu protagonista, insieme alla britannica Mary Peters, di un appassionante duello nel pentathlon. Dopo le prime tre prove Heide Rosendahl era solo quinta, ma nel secondo giorno di gara si disputavano le sue due prove preferite: il salto in lungo e i 200 metri.
Nel lungo la Rosendahl saltò 6,83 m, appena un centimetro sotto il suo primato mondiale, e nei 200 vinse in 22"96, tempo che le valse un computo totale di 4 791 punti, nuovo record mondiale. Sennonché nella stessa prova la Peters, concludendo dietro la Rosendahl in 24"08, riuscì a difendere il vantaggio accumulato nelle gare precedenti migliorando a sua volta il record mondiale di 10 punti. Per questo si può dire che la Rosendahl sia stata detentrice (anche se solo virtualmente) del primato mondiale del pentathlon per poco più di un secondo. A conferma della sua grande versatilità, Heide Rosendahl concluse trionfalmente la sua olimpiade portando al successo la Germania Ovest nella staffetta 4×100 metri vincendo la sfida con le rivali della Germania Est.
Nel 1970 e nel 1972 è stata eletta sportiva dell'anno per il suo Paese.
È sposata con John Ecker, cestista statunitense più volte campione NCAA con la squadra dell'UCLA. Hanno due figli: David (1975) e Danny (1977), specialista del salto con l'asta di livello internazionale.

## Onorificenze

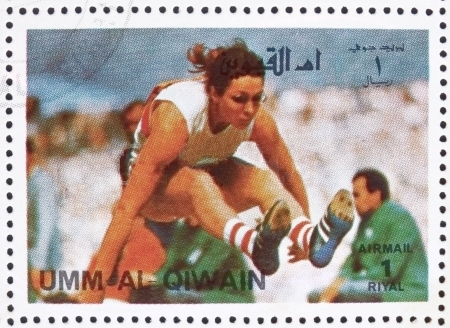
Heide Rosendahl in un francobollo degli Emirati Arabi Uniti

## Palmarès
| Anno | Manifestazione  | Sede              | Evento         | Risultato | Prestazione | Note            |
| ---- | --------------- | ----------------- | -------------- | --------- | ----------- | --------------- |
| 1966 | Europei indoor  | Dortmund          | Salto in lungo | Bronzo    | 6,54 m      |                 |
| 1966 | Europei         | Budapest          | Pentathlon     | Argento   | 4 765 p.    |                 |
| 1967 | Europei indoor  | Praga             | Salto in lungo | Argento   | 6,41 m      |                 |
| 1968 | Giochi olimpici | Città del Messico | Salto in lungo | 8ª        | 6,40 m      |                 |
| 1970 | Europei indoor  | Vienna            | Salto in lungo | Argento   | 6,55 m      |                 |
| 1971 | Europei indoor  | Sofia             | Salto in lungo | Oro       | 6,64 m      |                 |
| 1971 | Europei         | Helsinki          | Salto in lungo | Bronzo    | 6,66 m      |                 |
| 1971 | Europei         | Helsinki          | Pentathlon     | Oro       | 4 675 p.    |                 |
| 1972 | Giochi olimpici | Monaco            | Salto in lungo | Oro       | 6,78 m      | Record olimpico |
| 1972 | Giochi olimpici | Monaco            | Pentathlon     | Argento   | 4 791 p.    |                 |
| 1972 | Giochi olimpici | Monaco            | 4×100 metri    | Oro       | 42"81       | Record mondiale |